# 모노이역
모노이역(일본어: 物井駅, ものいえき)은 일본 지바현 요쓰카이도시에 있는 철도역이다.

## 타는 곳
| 1 | ■ 소부 본선                          | 사쿠라・야치마타・나루토・요카이치바・조시 방면                                |
| 1 | ■ 나리타선                           | 사쿠라・나리타・나리타 공항・사와라・조시・가시마 신궁 방면                    |
| 2 | ■ 소부 본선 ■ 나리타선 (소부 쾌속선) | 지바・후나바시・긴시초・도쿄 (요코스카선으로 직결 운행)시나가와・요코하마 방면 |

## 역사
- 1911년 3월 4일: 모노이 신호장을 설치.
- 1937년 4월 5일: 철도역으로 영업 개시.

## 사진

동쪽 출입구 모습
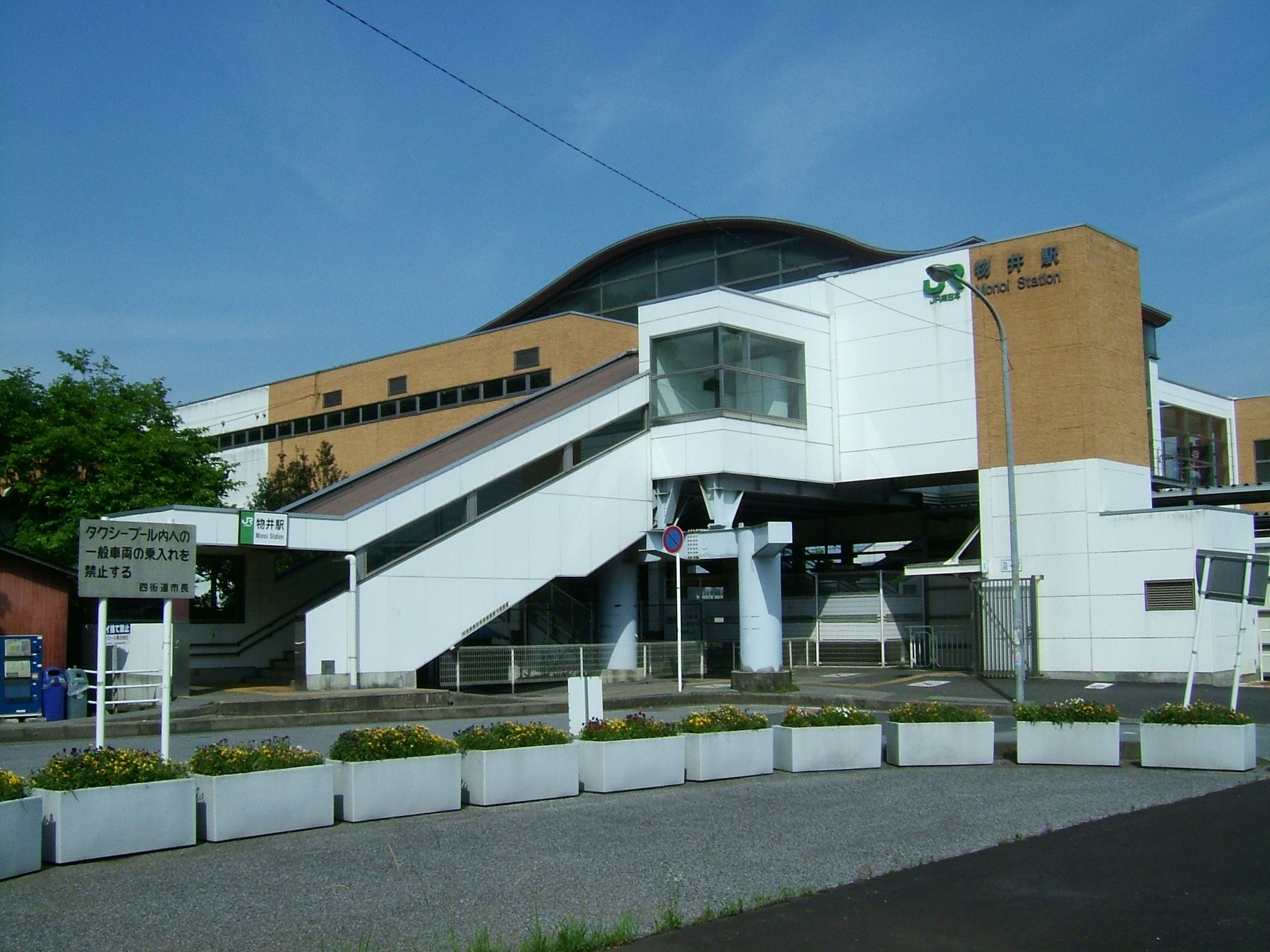
서쪽 출입구 모습

## 인접역
| 시·종착역 |  | 시·종착역 |